# 巴達維亞鎮區 (阿肯色州布恩縣)
巴達維亞鎮區（英語：Batavia Township）是位於美國阿肯色州布恩縣的一個行政鎮區。根據2010年美國人口普查，該地人口為911人，而該地的面積約為27.67平方千米。

## 地理
巴達維亞鎮區的座標為36°15′39″N 93°14′07″W / 36.26083°N 93.23528°W，而該地最高點為海拔高度米（即英尺）。